# Michal Papadopulos
Michal Papadopulos (ur. 14 kwietnia 1985 w Ostrawie) – czeski piłkarz występujący na pozycji napastnika. W latach 2008–2010 reprezentant Czech.

## Kariera klubowa
Ojciec Michala jest Grekiem, a matka Czeszką. Ich syn urodził się w Ostrawie i rozpoczął piłkarską karierę w tamtejszym klubie NH Ostrava. Niedługo potem podjął treningi w młodzieżowej drużynie Baníka Ostrawa. Natomiast w pierwszej lidze czeskiej Michal zadebiutował w sezonie 2001/2002, a w kolejnych rozgrywkach zdobył swojego pierwszego gola, w przegranym 1:3 wyjazdowym spotkaniu z 1. FC Synot. W lipcu 2003 roku Papadopulos przeszedł do londyńskiego Arsenalu. Nie miał tam jednak najmniejszych szans na grę w pierwszym składzie i występował jedynie w rezerwach, a w pierwszej drużynie zagrał tylko w meczu z pucharu Ligi Angielskiej z Wolverhampton Wanderers, gdy zmienił w drugiej połowie Francuza Jeremie’go Aliadiere’a. Latem 2004 roku młody Czech wrócił do Baníka, w którym grał w pierwszym składzie i wywalczył z nim puchar kraju. W Baníku grał jeszcze w rundzie jesiennej sezonu 2005/2006, zaliczając m.in. występy w Pucharze UEFA.
W styczniu 2006 roku za 1,5 miliona euro Papadopulos przeszedł do Bayeru 04 Leverkusen. W Bundeslidze zadebiutował 28 stycznia w wygranym spotkaniu z Eintrachtem Frankfurt (2:1). Jako rezerwowy rozegrał tylko 5 meczów dla Aptekarzy, a w sezonie 2006/2007 – 7. W obu przypadkach zajmował z Bayerem 5. pozycję w lidze. Na początku 2008 roku Michal został wypożyczony do Energie Cottbus, a latem wrócił do Czech, podpisując kontrakt z FK Mladá Boleslav. W sezonie 2008/2009 strzelił dla niej 10 bramek w 29 występach.
Od 27 czerwca 2012 roku do początku stycznia 2017 był zawodnikiem Zagłębia Lubin. 8 stycznia 2017 roku Papadopulos został zawodnikiem grającego w Ekstraklasie Piasta Gliwice. Czech podpisał kontakt, który obowiązywał do końca czerwca 2018 roku, 15 stycznia kontrakt został przedłużony o dodatkowy rok.
5 czerwca Papadopulos podpisał roczny kontrakt z Koroną Kielce z opcją przedłużenia o kolejny rok. Datę dołączenia Czecha do klubu z Kielc wyznaczono na 1 lipca. W latach 2020–2023 grał w MFK Karviná.

## Kariera reprezentacyjna
Papadopulos ma za sobą grę w młodzieżowych reprezentacjach Czech w kategoriach U-17, U-19, a w 2007 roku zakończył występy w kadrze U-21. W seniorskiej reprezentacji zadebiutował 20 sierpnia 2008 roku w zremisowanym 2:2 meczu z Anglią.

## Sukcesy

### Baník Ostrawa
- Puchar Czech: 2004/2005

### Piast Gliwice
- Mistrzostwo Polski: 2018/2019